# Michael Meister (Politiker, 1961)

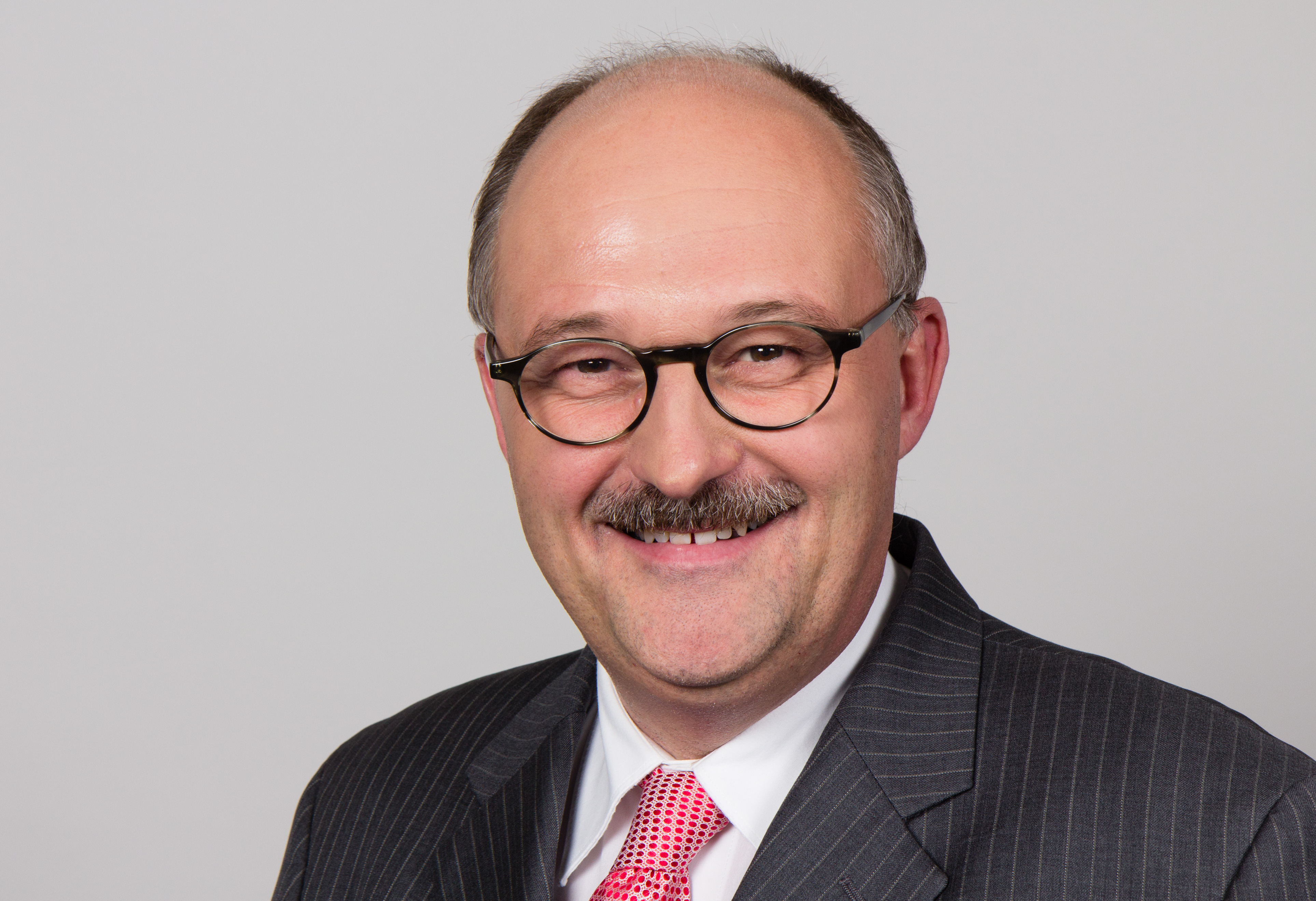
Michael Meister (2014)

Michael Günther Meister (* 9. Juni 1961 in Lorsch) ist ein deutscher Politiker (CDU). Er ist seit 1994 Mitglied des Deutschen Bundestages, war von 2013 bis 2018 Parlamentarischer Staatssekretär beim Bundesminister der Finanzen und von 2018 bis 2021 Parlamentarischer Staatssekretär bei der Bundesministerin für Bildung und Forschung und ist seit 2025 Staatsminister für Bund-Länder-Zusammenarbeit im Bundeskanzleramt.

## Leben und Beruf
Nach dem Abitur 1980 an der Geschwister-Scholl-Schule in Bensheim absolvierte Meister ein Studium der Mathematik und der Informatik an der Technischen Hochschule (TH) Darmstadt, welches er 1985 als Diplom-Mathematiker beendete. Danach war er als wissenschaftlicher Mitarbeiter am Fachbereich Mathematik der TH Darmstadt tätig. 1988 erfolgte hier seine Promotion zum Dr. rer. nat. mit der Arbeit Eine Untersuchung des lokalen Abschneidefehlers für ein linearisiertes Einschrittverfahren zur numerischen Lösung von Systemen quasilinearer parabolischer Differentialgleichungen. Anschließend leistete er von 1989 bis 1990 Wehrdienst. Von 1990 bis 1995 war Meister als Flugdynamik-Experte am Operationszentrum der Europäischen Raumfahrtbehörde (ESA/ESOC) in Darmstadt tätig. 
Michael Meister ist evangelisch, verheiratet und hat zwei Söhne. Er lebt im Bensheimer Ortsteil Auerbach.

## Partei

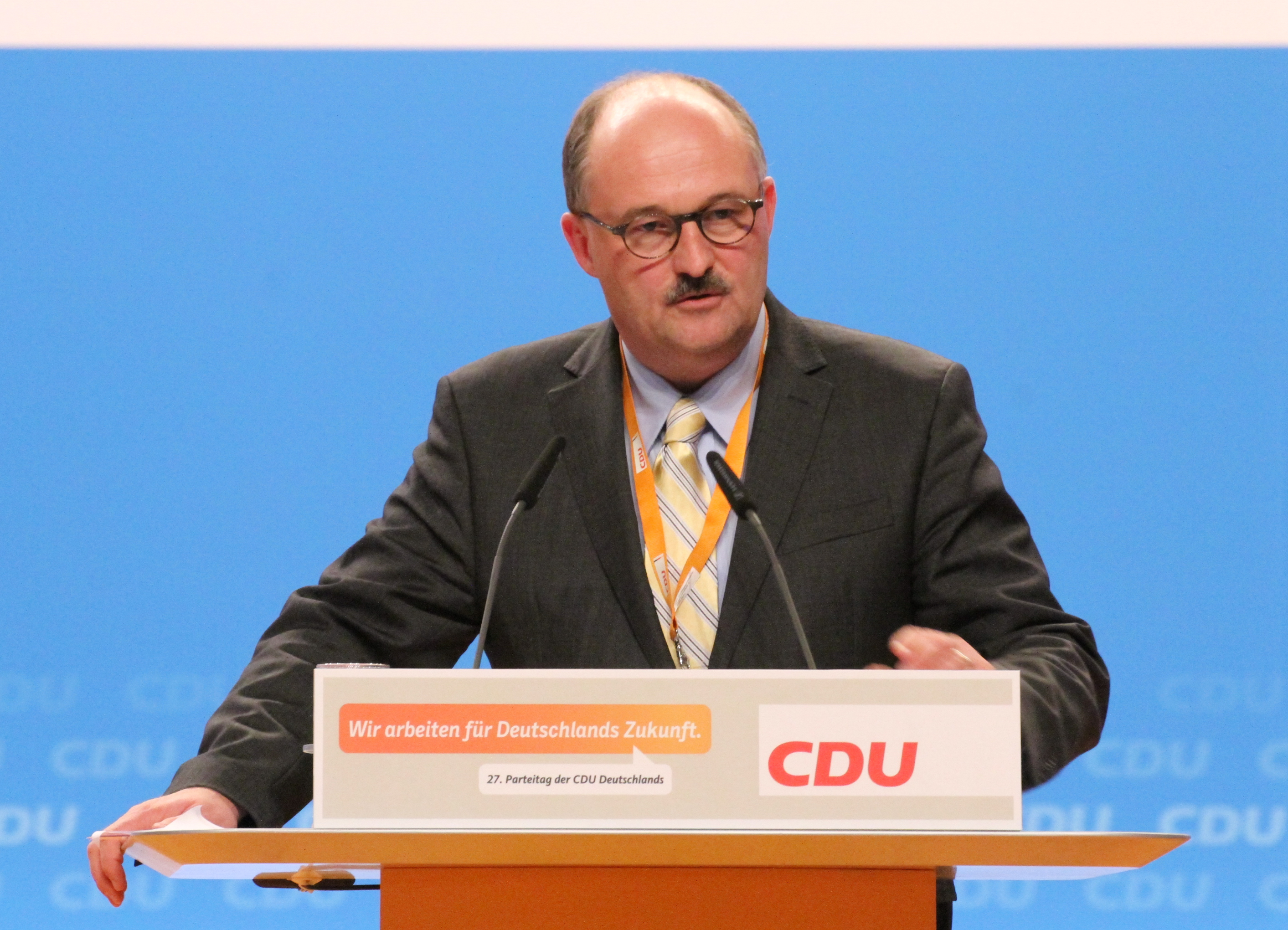
Meister auf dem CDU-Parteitag 2014

Von 1983 bis 1994 hatte Meister ein Mandat über die Freien Wähler, seit 1989 auch Mandate über die CDU. 1991 wurde er Mitglied der CDU, seit 1994 ist Meister Vorsitzender des CDU-Kreisverbandes Bergstraße und seit 1999 auch Vorsitzender des CDU-Bezirksverbandes Südhessen.

## Abgeordneter
Von 1989 bis 1997 gehörte Meister der Stadtverordnetenversammlung in Bensheim an und war dort von 1993 bis 1994 Vorsitzender der CDU-Fraktion.
Seit 1994 ist er Mitglied des Deutschen Bundestages. Dort war er von 1996 bis 1998 Stellvertretender Vorsitzender der Enquête-Kommission Zukunft der Medien in Wirtschaft und Gesellschaft – Deutschlands Weg in die Informationsgesellschaft. Von 2002 bis 2004 war Meister Vorsitzender der Arbeitsgruppe Finanzen der CDU/CSU-Bundestagsfraktion. Nach dem Rücktritt von Friedrich Merz wurde er im Dezember 2004 zum Stellvertretenden Vorsitzenden der CDU/CSU-Fraktion gewählt und war dort zuständig für die Bereiche Wirtschaft, Mittelstand, Finanzen und Haushalt. Anlässlich seiner Ernennung zum Staatssekretär endete sein Amt in der Bundestagsfraktion im Dezember 2013.
Michael Meister ist 1994, 2005, 2009, 2013, 2017, 2021 und 2025 als direkt gewählter Abgeordneter des Wahlkreises Bergstraße und sonst über die Landesliste Hessen in den Bundestag eingezogen. Bei der Bundestagswahl 2005 und bei der Bundestagswahl 2009 erreichte er im Wahlkreis Bergstraße jeweils 44,4 % der Erststimmen, bei der Bundestagswahl 2013 48,3 %, bei der Bundestagswahl 2017 38,9 % und bei der Bundestagswahl 2021 30,5 %. Bei der Bundestagswahl 2025 erhielt Meister 36,28 % der Erststimmen.

## Öffentliche Ämter
Im Dezember 2013 wurde Meister zum Parlamentarischen Staatssekretär beim Bundesminister der Finanzen. Mit Antritt des Kabinetts Merkel IV wechselte er im März 2018 als Parlamentarischer Staatssekretär ins Bildungsministerium. Dieses Amt hatte er bis zum 8. Dezember 2021 inne. Im Zuge der Bildung des Kabinetts Merz wurde er am 6. Mai 2025 zum Staatsminister für Bund-Länder-Zusammenarbeit im Bundeskanzleramt ernannt.

## Politische Positionen
Im Oktober 2022 stimmte er als einziger Abgeordneter der Unionsfraktion im Bundestag für einen Antrag der Fraktion Die Linke zur finanziellen Stabilisierung der gesetzlichen Krankenversicherung.

## Mitgliedschaften
Meister war Mitglied im Präsidium des Wirtschaftsbeirates der CDU. Des Weiteren war er bei der KfW Bankengruppe von 2007 bis 2014 Verwaltungsratsmitglied. Als Vertreter des Bundesministeriums für Finanzen war er bis Anfang 2018 Mitglied im Aufsichtsrat der Deutschen Investitions- und Entwicklungsgesellschaft. Im Kuratorium der Deutschen Bundesstiftung Umwelt (DBU) war er bis Ende 2021 Stellvertretender Vorsitzender. Zudem war er von 2018 bis 2022 als Vertreter des Bundesministeriums für Bildung Vorsitzender des Stiftungsrates der Deutschen Stiftung Friedensforschung (DSF). Meister ist Mitglied der Europa-Union Deutschland, die sich für ein föderales Europa und den europäischen Einigungsprozess einsetzt. Zudem ist er Mitglied bei der Deutschen Mathematiker-Vereinigung und sitzt im Kuratorium der Senckenberg Gesellschaft für Naturforschung.